# Саліта Дмитро Олександрович
Дмитро Олександрович Саліта (*4 квітня, 1982, Одеса) — американський боксер-професіонал українського та єврейського походження. Переїхав до США разом з родиною в 1991 році. Почав боксувати з 13 років.
Професійну кар'єру почав 24 червня 2001 року перемігши технічним нокаутом мексиканця Роберто Дельґадо.
25 серпня 2005 перемігши Шоуа Ґаллеґоса здобув титул чемпіона NABA (Північноамериканської боксерської асоціації) у першій напівсередній вазі. Саліта продовжив боротьбу за титул чемпіона світу в напівсередній вазі, продовживши свою серію без поразок до 28, перемігши одноголосним 10-раундовим рішенням суддів Гровера Вайлі в залі Hammerstein Ballroom в Нью-Йорку в березні 2007 року. Саліта приголомшив Вайлі (30-9-1) серією ударів по корпусу в 7-му раунді.
8 листопада 2008 року Саліта завоював титул чемпіона світу за версіями Міжнародної боксерської федерації, Всесвітньої боксерської асоціації та WBF у напівсередній вазі. Бій відбувся в андеркарті платформи HBO PPV за участю Роя Джонса та Джо Кальзаге.
Однієї поразки Саліта зазнав у бої за пояс чемпіона Світу WBA з Аміром Ханом 5 грудня 2009 року.